# AT&T Building (Indianápolis)
El AT&T Building es un rascacielos ubicado en 240 North Meridian Street en Indianápolis, en el estado de Indiana (Estados Unidos). Fue inaugurado en 1932 y tiene 22 pisos de altura. Se utiliza principalmente para oficinas y es la sede de AT&T en Indiana . El edificio AT&T está conectado con el edificio AT&T 220, que se encuentra justo al sur. El edificio se ha ampliado y ha logrado su forma actual solo después de algunas iteraciones.

## Edificio de la Compañía Central de Teléfonos de la Unión

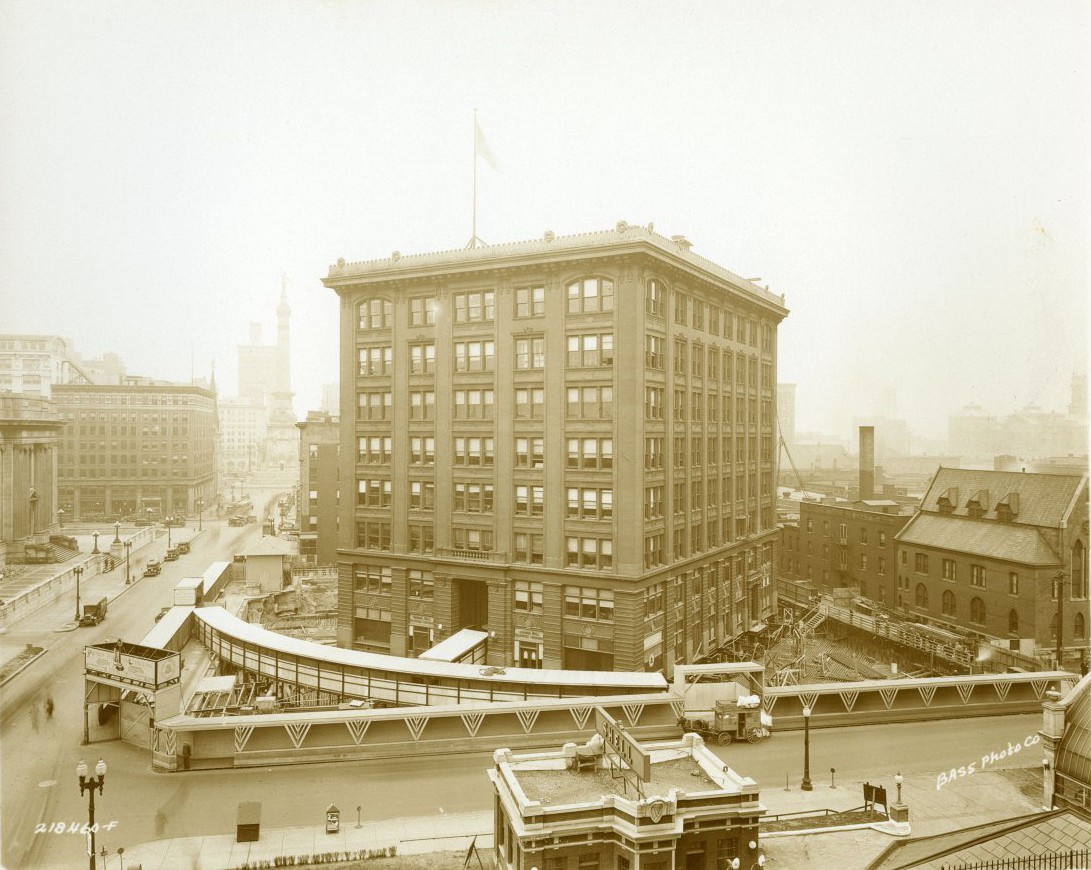
La antigua sede en pleno traslado

La Central Union Telephone Company construyó un edificio de oficinas centrales en la esquina de las calles Meridian y New York en 1907. Indiana Bell compró Central Union en 1929, pero consideró que la sede existente era inadecuada. Originalmente, el antiguo edificio iba a ser demolido para dar paso a un nuevo edificio en el sitio. Sin embargo, eso habría causado interrupciones en el servicio telefónico. Kurt Vonnegut Sr., el arquitecto del nuevo edificio, sugirió trasladarlo al lote adyacente en 13 West New York Street.
Durante un período de 30 o 34 días, el edificio de 10 000 t se desplazó 16 m al sur, giró 90 grados y luego se desplazó de nuevo 30 m oeste. Completado el 12 o el 14 de noviembre de 1930, todo esto se hizo sin interrumpir el servicio telefónico al cliente ni las operaciones comerciales telefónicas. Las líneas de gas, calor, electricidad, agua y comunicación se modificaron antes y durante la construcción para agregar flexibilidad o longitud según fuera necesario.
La nueva sede se completó en 1932 y tenía siete pisos de altura. Más tarde se amplió en las décadas de 1940 y 1960 para llevarlo a su tamaño y altura actuales. El edificio original que había sido trasladado fue demolido en 1963.